# التالق (القفر)

تعديل مصدري - تعديل

التالق محلة تابعة لقرية مشرعة، التابعة لعزلة بني عمر العالي بمديرية القفر إحدى مديريات محافظة إب في الجمهورية اليمنية، بلغ تعداد سكانها 185 حسب تعداد اليمن لعام 2004.